# ريغنسدورف
ريغنسدورف (بالألمانية: Regensdorf) هي بلدية تقع في مقاطعة ديلسدورف الواقعة ضمن كانتون زيورخ في سويسرا. تبلغ مساحتها 14.62 كيلومتر مربع، ويقدر عدد سكانها بـ 18317 نسمة (حسب تعداد ديسمبر 2017).